# Thelcticopis severa
Thelcticopis severa là một loài nhện trong họ Sparassidae.
Loài này thuộc chi Thelcticopis. Thelcticopis severa được Ludwig Carl Christian Koch miêu tả năm 1875.

## Hình ảnh

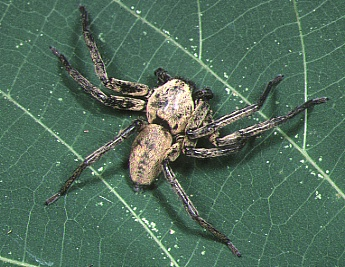